# 벚꽃 지다
"벚꽃지다"(The Cherry Blossoms Falls)는 한국에서 제작된 이병수 감독의 2007년 영화이다. 정재식 등이 주연으로 출연하였다.

## 출연

### 주연
- 정재식
- 원승묵
- 김록경
- 김태민
- 민병규

### 조연
- 이병수
- 손부경

## 기타
- 촬영부: 이동학
- 촬영부: 김래영
- 조명: 양미란
- 조명부: 최원석
- 연출부: 박영수
- 연출부: 이창범
- 스크립터: 양미란
- 조감독: 이성진
- 동시녹음: 박치화
- 미술: 김가연
- 번역: 서윤경